# Wacław Szybalski

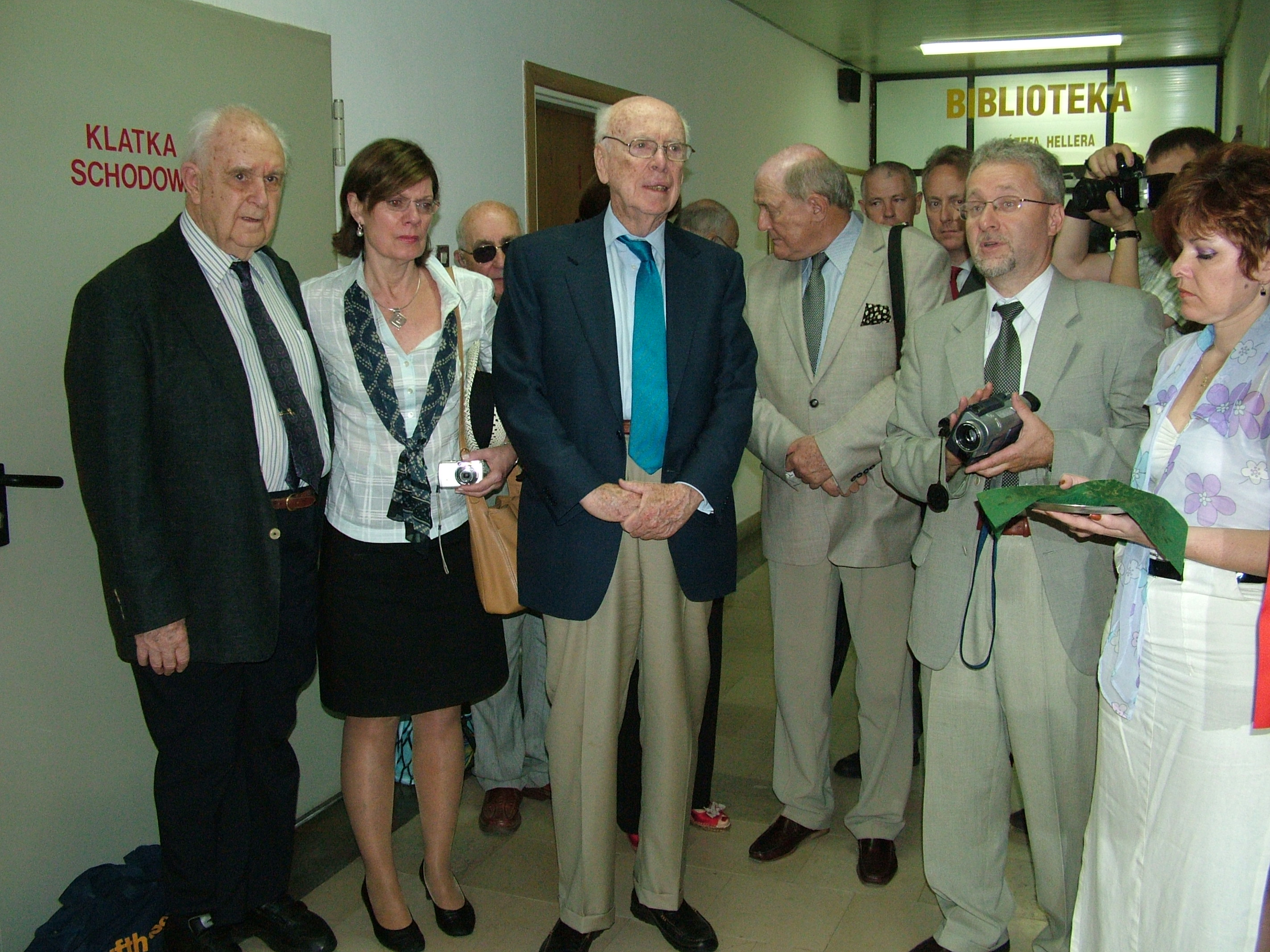
Prof. Wacław Szybalski (pierwszy z lewej) w towarzystwie Jamesa D. Watsona i jego żony podczas uroczystości odsłonięcia tablicy pamiątkowej profesorów lwowskich zamordowanych przez hitlerowców w 1941 r. w IBB PAN w Warszawie, 24 czerwca 2008

Wacław Szybalski (ur. 9 września 1921 we Lwowie zm. 16 grudnia 2020 w Madison) – polski naukowiec, biotechnolog i genetyk, profesor onkologii w University of Wisconsin–Madison.

## Życiorys
Urodził się w rodzinie inteligenckiej polskiej szlachty (herb Prus I). Jego rodzice przyjaźnili się z wieloma przedstawicielami lwowskiej inteligencji, m.in. z prof. Janem Czekanowskim (antropolog) i z prof. Rudolfem Weiglem (bakteriolog). W 1939 ukończył VIII Państwowe Gimnazjum im. Króla Kazimierza Wielkiego we Lwowie, po czym – już w warunkach okupacji sowieckiej – podjął studia na Wydziale Chemicznym Politechniki Lwowskiej (w czasie okupacji hitlerowskiej Lwowa funkcjonowała ona pod szyldem Technische Fachkurse), gdzie zafascynowany był wykładami prof. Adolfa Joszta (znawcy procesów fermentacji).
W czasie okupacji niemieckiej (1941–1944) pracował w Instytucie Badań nad Tyfusem Plamistym i Wirusami prof. Rudolfa Weigla jako kierownik grupy karmicieli wszy.
W maju 1944 wyjechał ze Lwowa do Końskich. Bezpośrednio po zakończeniu wojny przyjechał do Gdańska. Pracował równocześnie na czterech posadach: na Politechnice Gdańskiej, w Urzędzie Wojewódzkim, w Inspektoracie Standaryzacji i w Izbie Przemysłowo-Handlowej. Nostryfikował dyplom inżyniera na Politechnice Śląskiej i dysponując wykształceniem biotechnologicznym zdobytym we Lwowie, zorganizował Katedrę Technologii Środków Spożywczych Politechniki Gdańskiej. Tutaj też w 1949 otrzymał tytuł doktora nauk chemicznych. Promotorem był prof. Ernest Sym.
W tym samym roku wyjechał do Kopenhagi, gdzie pracował nad genetyką drożdży u profesora Øjvind Winge w laboratorium Carlsberga w Kopenhadze. Następnie wyjechał do USA, gdzie pracował w Cold Spring Harbor Laboratory (1951–1955), a potem w Instytucie Mikrobiologii Uniwersytetu w University of New Brunswick (praca w instytucie noblisty, profesora Waksmana).
W latach 1960–2003 był profesorem na Uniwersytecie Wisconsin w Madison.
Początkiem wielu odkryć prof. Szybalskiego było wprowadzanie przez niego szeregu oryginalnych technik badawczych. Miał udział w opracowaniu metod wirowania i rozdzielania kwasów nukleinowych w chlorku i siarczanie cezu, elektronowo-mikroskopowym badanie tzw. heterodupleksów w mapowaniu DNA oraz opracowaniu zasad wykrywania mutagenności związków chemicznych na bakteriach.
Wiele lat pracował nad mechanizmami chemicznej mutagenezy i jako pierwszy dostarczył bezpośrednich dowodów na przyczynowy związek między mutagenezą a karcenogenezą. Również jego laboratorium stworzyło podstawy mapowania transkrypcji w bakteriofagu lambda. Ostatnie lata pracy profesora to poszukiwanie metod do fizycznego mapowania genomu, modyfikacji enzymów restrykcyjnych, a szczególnie sekwencjonowania dużych genomów.
Aktywnie uczestniczył w realizacji światowego projektu poznania ludzkiego genomu. Dorobek naukowy obejmuje ponad 360 publikacji z zakresu mikrobiologii, genetyki ogólnej, mutagenezy oraz biologii molekularnej.
Założył i był wieloletnim naczelnym redaktorem międzynarodowego czasopisma GENE (Elsevier Publ., Amsterdam) oraz był członkiem redakcji licznych czasopism naukowych.
W 2007 ufundował kryształową tablicę poświęconą zamordowanym przez hitlerowców w 1941 r, we Lwowie polskim profesorom, w Instytucie Biochemii i Biofizyki PAN w Warszawie. Tablicę odsłonił 24 czerwca 2008 jego przyjaciel, prof. James D. Watson, przebywający z wizytą w Polsce.

Zmarł 16 grudnia 2020 roku w Madison.

## Odznaczenia i wyróżnienia
Otrzymał pięć doktoratów honoris causa:
1. Uniwersytetu Marii Curie-Skłodowskiej w Lublinie w 1980 r.[5],
2. Uniwersytetu Gdańskiego w 1989 r.[6],
3. Akademii Medycznej w Gdańsku w 2000 r.[7],
4. Politechniki Gdańskiej w 2001 r.[8],
5. Uniwersytetu Jagiellońskiego w 2012 r.[9]

Był członkiem zagranicznym Polskiej Akademii Nauk i Polskiej Akademii Umiejętności, honorowym członkiem Włoskiego Towarzystwa Biologii Doświadczalnej i Polskiego Towarzystwa Mikrobiologicznego. Był laureatem Medalu Hilldale Uniwersytetu Wisconsin, Złotego Medalu Grzegorza Mendla, przyznawanego przez Akademie Nauk Republiki Czeskiej oraz The 2003 Casimir Funk Natural Science Award, Polskiego Instytutu Sztuk i Nauk, Nowy Jork, 2003.
Postanowieniem prezydenta Bronisława Komorowskiego z 22 kwietnia 2011 w uznaniu wybitnych osiągnięć w pracy naukowo-badawczej w dziedzinie biotechnologii i genetyki, za działalność dydaktyczną został odznaczony Krzyżem Wielkim Orderem Odrodzenia Polski, udekorowany został 3 maja tego samego roku w czasie uroczystości na Zamku Królewskim z okazji Święta Narodowego 3 Maja.